# أوقست أرنولد
أوقست أرنولد (بالألمانية: August Arnold)‏ (و. 1898 – 1983 م) هو مخرج أفلام، ومنتج أفلام ألماني، توفي في ميونخ، عن عمر يناهز 85 عاماً.

## جوائز
حصل على جوائز منها:
- النيشان البافاري الماكسيميلياني للعلوم والفن (1981)
- وسام الصليب الأكبر من رتبة استحقاق من جمهورية ألمانيا الاتحادية (1976)
- Filmband in Gold  [لغات أخرى]‏ (1972)
- وسام الاستحقاق البافاري (1972)
- وسام صليب القائد من رتبة استحقاق من جمهورية ألمانيا الاتحادية (1968)
- دكتوراه فخرية (1961)

## وصلات خارجية
- أوقست أرنولد على موقع IMDb (الإنجليزية)
- أوقست أرنولد على موقع كينوبويسك (الروسية)
- أوقست أرنولد في قاعدة بيانات الأفلام على الإنترنت